# بيلفيدير (فيرمونت)
بيلفيدير (بالإنجليزية: Belvidere, Vermont)‏ هي بلدة تقع بولاية فيرمونت في الولايات المتحدة. تبلغ مساحتها 83.2 (كم²)، وترتفع عن سطح البحر 321 م، بلغ عدد سكانها 294 نسمة في عام 2000 حسب إحصاء مكتب تعداد الولايات المتحدة وتصل الكثافة السكانية فيها 3.5 نسمة/كم2.

## وصلات خارجية
- The US50 - Cities and Towns in Vermont State
- Vermont Cities and Towns, Facts, Map, Flag, Colleges, Government, and More